# سیغین‌جاق
سیغین‌جاق (به لاتین: Sığıncaq) یک منطقه مسکونی در جمهوری آذربایجان است که در شهرستان ماسال‌لی واقع شده است. سیغین‌جاق ۱۸۰۲ نفر جمعیت دارد.